# Вонсан-Кальма
Вонсан-Кальма – открытый в 2025 году курорт в городе Вонсане (КНДР).

## Описание
Туристическая зона располагается на берегу Японского моря и, по официальным данным, рассчитана на размещение 20 000 человек.

## История
В январе 2018 года в городе Вонсане – административном центре провинции Канвондо началось строительство рекреационной зоны на берегу Японского моря. Правозащитные организации стали сообщать о тяжёлых условиях труда, в которых рабочие строят новую зону отдыха, находясь на стройплощадке сверхурочно и не получая достойной оплаты. Первоначально открытие было запланировано на октябрь 2019 года, но было отложено сначала из-за задержек в строительстве, затем – из-за пандемии COVID-19. В декабре 2024 года было сообщено, что запланированное на май 2025 года открытие будет перенесено на июнь 2025 года. 24 июня 2025 состоялась торжественная церемония открытия туристического комплекса с участием президента КНДР Ким Чен Ына и посла России в КНДР Александра Мацегоры. 1 июля курорт был открыт для посетителей. 18 июля 2025 года внезапно было объявлено о прекращении приёма иностранных туристов, что, возможно, было вызвано необходимостью устранения недостатков, выявленных в ходе первых недель эксплуатации. В августе 2025 года российские туроператоры начали рекламировать туры на курорт Вонсан-Калма.

## Оценки
Наблюдатели выражают сомнения, что огромный комплекс может быть заполнен иностранными туристами. При том, что под туризмом в КНДР обычно подразумевают въездной международный туризм, вероятно, новая зона отдыха может оказаться предназначенной для жителей КНДР. Во время открытия официальные лица КНДР заявили, что ожидают посещения курорта туристами из России. Однако, их количество, как предполагается, не будет велико из-за значительного расстояния от столицы КНДР Пхеньяна и плохо развитых транспортных путей. В СМИ Республики Корея новая туристическая зона получила название «Северокорейской Вайкики».